# Буше, Луи-Андре-Габриэль
Луи-Андре-Габриэль Буше (фр. Louis-André-Gabriel Bouchet; * 1759 г. Париж; † 7 июля 1842 г., Париж) — французский художник эпохи классицизма. Мастер портретной и исторической живописи.

## Жизнь и творчество
Был учеником в мастерской Жака-Луи Давида в Высшей национальной школе изящных искусств в Париже. В 1797 году, за полотно «Смерть Катона-младшего» художнику присуждается Римская премия. До 1819 года Буше выставляет свои работы в Парижском салоне. Ныне работы Л.-А. Г. Буше можно увидеть в ряде музеев и картинных галерей: в музее Гране в Экс-ан-Провансе, амьенском Музее Пикардии, в Музее изящных искусств Анжера, Музее живописи и скульптуры Гренобля, во дворце Гран-Трианон Версаля, муниципальном музее в Компьене, а также в Институте искусств Детройта, Художественном музее Сиэтла. Хранящаяся в детройтском собрании картина является одним из крупнейших семейных портретных полотен.

### Аахенские портреты
Интересна история «странствий» портретa Наполеона I кисти Буше, написанного в 1807 году по заказу императора Франции парным к портрету его супруги, императрицы Жозефины Богарне, созданному художником Робером Лефевром в 1805 году. Наполеон подарил оба портрета 6 декабря 1807 года городу Аахену, в котором 1 июня 1809 года прошла его торжественная инаугурация. После свержения Наполеона оба портрета были сданы в запасники. Через некоторое время король Пруссии, Фридрих-Вильгельм III, исходя из соображений художественной и исторической ценности полотен, затребовал их в Берлин. Картины были упакованы местным ахенским художником Иоганном Фердинандом Янсеном и в декабре 1816 года отвезены в прусскую столицу, директору Прусской академии художеств, Иоганну Готфриду Шадову. В течение ряда лет полотна находились в Берлинском городском замке. В 1840 году, после визита в Берлин ахенского бургомистра Эдмунда Эмундса и его разговора с королём Фридрихом-Вильгельмом IV, последний распорядился вернуть их в Ахен, где они были выставлены в местной ратуше — однако король на следующий год сделал заказ живописцу Карлу Шмиду написать копии с обоих портретов. В 1878 году оба подлинника были представлены на первой выставке Музейного союза Ахена, проходившей в старом городском редуте. При основании в 1882 году Ахенского музея местный меценат и предприниматель Бартольд Зюрмонд, бывший его деятельным участником, поставил обязательным условием включение в будущую экспозицию этих обоих портретов. Более столетия они находились на хранении в ахенском музее Зюрмонд-Людвиг. В 2011 году, однако, оба портрета были вновь возвращены в центральный зал ратуши Ахена — где они были повешены по указанию Наполеона.

## Галерея

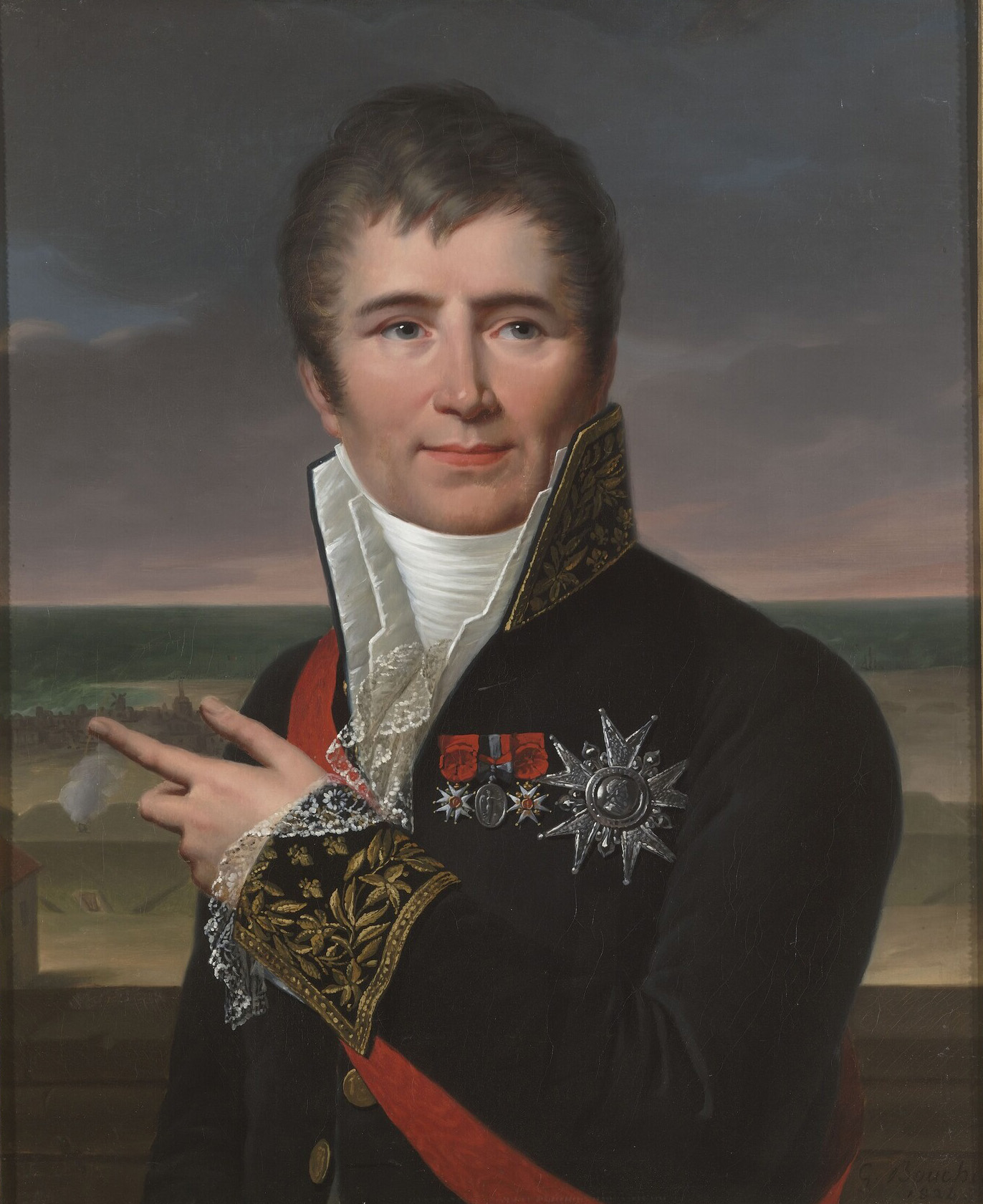
Портрет Шарля Анри Верюэля, адмирала.
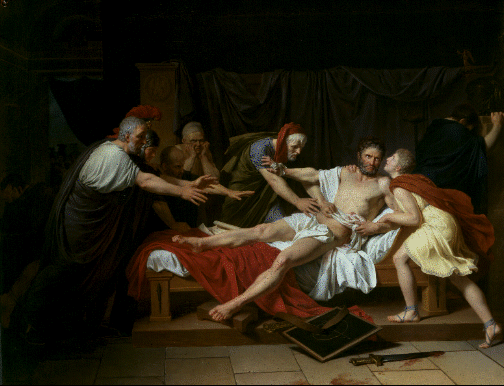
Смерть Катона-младшего.
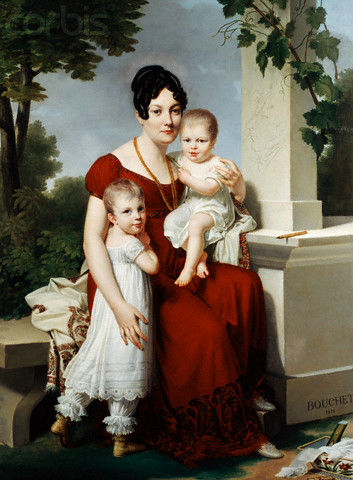
Мать с детьми.
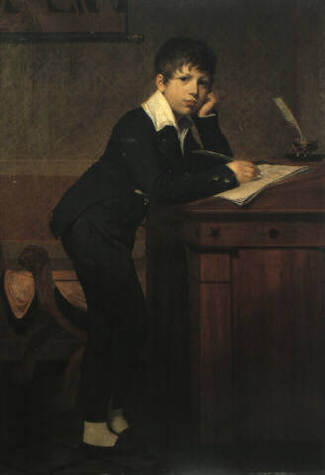
Портрет Гектора Изабе.